# Nadieżdino (obwód omski)
Nadieżdino (ros. Надеждино) – wieś (sieło) w Rosji, w obwodzie omskim, w rejonie omskim. W 2021 liczyła 2207 mieszkańców.